# Бибик, Алексей Павлович
Алексей Павлович Бибик (5 [17] октября 1878, Харьков — 18 ноября 1976, Минеральные Воды) — русский советский рабочий писатель и драматург, революционер.

## Биография
Родился 5 октября (17 октября по новому стилю) 1878 года в Харькове. Сын рабочего-токаря. Окончил городское училище. Работал токарем, чертёжником и конструктором в железнодорожных мастерских Харькова.
С 1895 года член РСДРП. За активную революционную деятельность подвергался преследованиям царских властей и ссылкам. В 1900 году был арестован и сослан на три года в Вятскую губернию. В 1903-м снова арестован за пропаганду среди крестьян и сослан в Архангельскую губернию. События 1905 года освободили его.
Участник революции 1905 года в России. С конца 1905 по 1911 год находился на нелегальном положении.
В 1911—1915 годах работал конструктором на машиностроительных заводах Риги. Позже переехал в город Ростов-на-Дону, где по 1938 год работал в различных учреждениях.
В 1932-м полностью занялся литературной работой. В феврале 1938 года был арестован и провёл в лагерях ГУЛАГа 17 лет. В конце 1946 года вернулся из лагеря, был восстановлен в правах советского писателя, но сборник его произведений был выпущен только в 1955 году.
С середины 1950-х по 1976 год жил на Ставрополье в городе Минеральные Воды.
Умер 18 ноября 1976 года в Минеральных Водах.

## Творчество
Первый рассказ Бибика «На пристани» был напечатан газетой «Пермский край» во время вятской ссылки автора в 1901 году. В 1912 году писатель публикует первую книгу романа «К широкой дороге», в которой на автобиографическом материале повествует о сплочении революционно настроенных рабочих, о формировании характера и мировоззрения молодого героя. Той же теме посвящена и вторая книга — «На черной полосе», увидевшая свет уже после Октябрьской революции, в 1921 году. В 1935-м роман «К широкой дороге» издан в Ростове-на-Дону, новая его редакция включает обе книги. В книгах А. П. Бибика даны картины дореволюционной фабрично-заводской жизни, рождение протеста в рабочей среде.
В последующие годы роман «К широкой дороге» неоднократно переиздавался. Первая его редакция получила весьма нелицеприятный отзыв М. И. Калинина в большевистской «Правде», отметившего и «неуверенную руку писателя-самоучки», и «грубо-тенденциозные» рассуждения автора о событиях эпохи революции 1905 года. В 1928—1929 годах издательство «Недра» выпустило собрание сочинений А. П. Бибика в 6-ти томах. Некоторые его произведения были переведены на украинский язык. В 1955 и 1962 годах были изданы сборники избранных произведений, а в 1958 и 1966 — повести и рассказы Л. П. Бибика.
А. П. Бибик — автор романа «Катрусина вышка» (1930, о событиях Гражданской войны на юге страны), повестей «Климчук», «Конец Филоновки» (1928), «Повесть о станке» (1934), «Золоторогий тур» (1936), пьес из рабочего быта: «Архипов», «В ночную смену» (1917), «Эрион» (1932), «В неведомые страны» (1935).
Бибик также написал и ряд рассказов. Многие из них относятся к дореволюционному времени, среди них можно отметить рассказ «В неурочное время», где хорошо изображено настроение физически-утомлённого рабочего, и рассказ «Чёрствый человек», в котором дана любопытная картина взаимоотношений между рабочим-машинистом и студентом-практикантом. Из рассказов последнего времени, помещённых в различных сборниках и журналах, необходимо отметить «День причастия» — картину подготовки и выполнения первомайской демонстрации в условиях царского режима.

### Избранные произведения
- К широкой дороге: роман (1912)
- Повести и рассказы (1966)
- Сквозь годы и бури (1975)
- Духом окрепнем в борьбе: воспоминания о событиях 1905 года // Новый мир. — 1965. — N 12. — С. 139
- Вспомнилось старому котельщику: рассказ (1967)
- Немного о моем литературном творчестве (1962)
- Свирель сатаны. Он заработал. Мишка. Тусина правда (рассказы)

## Награды
- Орден Трудового Красного Знамени (1967)
- Почётная грамота Президиума Верховного Совета РСФСР (1972)

## Память

Памятная доска в Ростове-на-Дону

- Именем А. П. Бибика в Минеральных Водах названа одна из улиц; а в доме, где он жил, по инициативе Ставропольской краевой писательской организации в июле 1990 года создан музей писателя[1].
- На доме в Ростове-на-Дону по улице Суворова, где жил писатель, установлена памятная доска.